# Англо-Оманское общество
Англо-Оманское общество (англ. Anglo-Omani Society, араб. الجمعية البريطانية العمانية) — лондонская благотворительная организация, зарегистрированная в Великобритании. Стремится развивать и поддерживать отношения между Великобританией и Султанатом Оман. Членство в обществе открыто для граждан Омана и граждан Великобритании, проживавших в Омане или имеющих коммерческие, культурные или другие интересы в Султанате.

## Цели общества
Общество стремится:
- Способствовать просвещению британской общественности обо всех аспектах Омана.
- Продвигать образование граждан Омана по всем аспектам жизни Великобритании.
- Улучшать взаимопонимание между Оманом и Великобританией и содействовать прочной дружбе между Великобританией и Оманом.
- Предоставлять стипендии и гранты для оманских и британских студентов и проектов.[4][5]

У общества есть календарь, представляющий общий интерес, и специальные лекции, запланированные в течение года в его лондонском офисе на Саквилл-стрит, 34. В течение года оно также проводит ряд общественных мероприятий, в которых принимают участие британские и оманские высокопоставленные лица и члены общества.
Одним из способов, которым общество стремится сохранить здоровые дружеские отношения между Великобританией и Оманом, является активное поощрение связей между молодыми людьми обеих стран. Группа «Новое поколение» общества является основным инструментом для этого взаимодействия посредством обменных визитов и мероприятий в обеих странах.
Общество сохраняет прочные связи с академическими учреждениями Великобритании и Омана, например, с Университетом Султана Кабуса, Колледжем Святого Антония, Оксфордом и Университетом Эксетера, и это лишь некоторые примеры.
Общество также поддерживает тесные отношения с другими группами дружбы, члены которых проводят время в Султанате, например с Ассоциацией вооруженных сил султана.

## Омано-Британский деловой совет (OBBC)
Омано-Британский деловой совет (Omani British Business Council, OBBC) был создан для содействия тесным экономическим и коммерческим отношениям между Султанатом Оман и Соединенным Королевством, а также для развития двусторонней торговли, инвестиций и других экономических партнерств между двумя странами.

## Архивы Общества
Архивы общества хранятся в архиве Центра Ближнего Востока Колледжа Святого Антония в Оксфорде.
Регулярный обзор деятельности общества издается в виде ежегодного журнала, доступного в Интернете.

## Текущий председатель
Стюарт Лэнг — отставной британский дипломат со значительным опытом работы на Ближнем Востоке.

## Предыдущие председатели
Следующие лица занимали пост председателя общества:
- Роберт Алстон[англ.][16]
- Ричард Мьюир
- Сэр Теренс Кларк[англ.]
- Айвор Лукас
- Гордон Калвер
- Дональд Орд
- Сэр Дональд Хоули[англ.] — первый председатель общества.[17][18]

## Управление обществом
Вице-президенты
В настоящее время есть пять вице-президентов, которые до своего назначения обычно занимали другие руководящие должности в обществе. Их поддерживают председатель (см. выше), заместитель председателя, казначей, секретарь компании и попечительский совет (см. ниже).
Попечители
Попечительский совет состоит из шести членов общества, а также дополнительных кооптированных членов из Посольства Омана и Министерства иностранных дел и по делам Содружества Великобритании.